# Crytea hemerythraea
Crytea hemerythraea là một loài tò vò trong họ Ichneumonidae.